# Vstupní draft NHL 2009
Vstupní draft NHL 2009 byl 47. vstupním draftem v historii NHL. Konal se 26. a 27. června 2010 v Bell Centru v Montréalu v Quebecu v Kanadě (v domácí aréně Montrealu Canadiens).

## Největší naděje
Zdroj: Centrální úřad skautingu NHL Konečné hodnocení.
| Pořadí | Severoameričtí hráči v poli | Evropští hráči v poli         |
| ------ | --------------------------- | ----------------------------- |
| 1      | John Tavares (C)            | Victor Hedman (O)             |
| 2      | Matt Duchene (C)            | Magnus Pääjärvi Svensson (LK) |
| 3      | Evander Kane (C)            | Jacob Josefson (C)            |
| 4      | Brayden Schenn (C)          | Oliver Ekman-Larsson (O)      |
| 5      | Jordan Schroeder (C)        | Tim Erixon (O)                |
| 6      | John Moore (O)              | David Rundblad (O)            |
| 7      | Scott Glennie (PK)          | Carl Klingberg (PK)           |
| 8      | Simon Després (O)           | Marcus Johansson (C)          |
| 9      | Jared Cowen (O)             | Dmitrij Orlov (O)             |
| 10     | Zack Kassian (PK)           | Joonas Nättinen (C)           |

| Pořadí | Severoameričtí brankáři | Evropští brankáři |
| ------ | ----------------------- | ----------------- |
| 1      | Matthew Hackett         | Robin Lehner      |
| 2      | Olivier Roy             | Mikko Koskinen    |
| 3      | Edward Pasquale         | Juraj Hollý       |

## Výběry v draftu
† = All-Star. Hráči, kteří někdy v kariéře nastoupili v NHL All-Star Game.
Výběry v jednotlivých kolech:
- 1. kolo
- 2. kolo
- 3. kolo
- 4. kolo
- 5. kolo
- 6. kolo
- 7. kolo

Pozice hráčů

C Centr   O Obránce   Ú Útočník   B Brankář   LK Levé křídlo   PK Pravé křídlo

### 1. kolo
| Výběr # | Hráč                     | Národnost | Pozice | Tým NHL                                                                     | Původní tým                                                                   | Původní Liga                          |
| ------- | ------------------------ | --------- | ------ | --------------------------------------------------------------------------- | ----------------------------------------------------------------------------- | ------------------------------------- |
| 1       | John Tavares             | Kanada    | C      | New York Islanders                                                          | London Knights                                                                | Ontario Hockey League                 |
| 2       | Victor Hedman            | Švédsko   | O      | Tampa Bay Lightning                                                         | Modo Hockey                                                                   | Elitserien                            |
| 3       | Matt Duchene             | Kanada    | C      | Colorado Avalanche                                                          | Brampton Battalion                                                            | Ontario Hockey League                 |
| 4       | Evander Kane             | Kanada    | C      | Atlanta Thrashers                                                           | Vancouver Giants                                                              | Western Hockey League                 |
| 5       | Brayden Schenn           | Kanada    | C      | Los Angeles Kings                                                           | Braon Wheat Kings                                                             | Western Hockey League                 |
| 6       | Oliver Ekman-Larsson     | Švédsko   | O      | Phoenix Coyotes                                                             | Leksas IF                                                                     | Allsvenskan                           |
| 7       | Nazem Kadri              | Kanada    | C      | Toronto Maple Leafs                                                         | London Knights                                                                | Ontario Hockey League                 |
| 8       | Scott Glennie            | Kanada    | PK     | Dallas Stars                                                                | Braon Wheat Kings                                                             | Western Hockey League                 |
| 9       | Jared Cowen              | Kanada    | O      | Ottawa Senators                                                             | Spokane Chiefs                                                                | Western Hockey League                 |
| 10      | Magnus Pääjärvi Svensson | Švédsko   | LK     | Edmonton Oilers                                                             | Timrå IK                                                                      | Elitserien                            |
| 11      | Ryan Ellis               | Kanada    | O      | Nashville Predators                                                         | Windsor Spitfires                                                             | Ontario Hockey League                 |
| 12      | Calvin de Haan           | Kanada    | O      | New York Islanders (z Minnesota)                                            | Oshawa Generals                                                               | Ontario Hockey League                 |
| 13      | Zack Kassian             | Kanada    | PK     | Buffalo Sabres                                                              | Peterborough Petes                                                            | Ontario Hockey League                 |
| 14      | Dmitrij Kulikov          | Rusko     | O      | Florida Panthers                                                            | Drummondville Voltigeurs                                                      | Quebec Major Junior Hockey League     |
| 15      | Peter Holla              | Kanada    | C      | Anaheim Ducks                                                               | Guelph Storm                                                                  | Ontario Hockey League                 |
| 16      | Nick Leddy               | USA       | O      | Minnesota Wild (z Columbus přes NY Islanders)                               | Eden Prairie High School (Eden Prairie, MN)                                   | United States High School             |
| 17      | David Rundblad           | Švédsko   | O      | St. Louis Blues                                                             | Skellefteå AIK                                                                | Elitserien                            |
| 18      | Louis Leblanc            | Kanada    | C      | Montreal Canadiens                                                          | Omaha Lancers                                                                 | United States Hockey League           |
| 19      | Chris Kreider            | USA       | C      | New York Rangers                                                            | Phillips Academy, Aover                                                       | United States High School             |
| 20      | Jacob Josefson           | Švédsko   | C      | New Jersey Devils (z Calgary)                                               | Djurgårdens IF                                                                | Elitserien                            |
| 21      | John Moore               | USA       | O      | Columbus Blue Jackets (z Philadelphia přes Anaheim)                         | Chicago Steel                                                                 | United States Hockey League           |
| 22      | Jordan Schroeder         | USA       | C      | Vancouver Canucks                                                           | Minnesota Golden Gophers (University of Minnesota) (Minneapolis-St. Paul, MN) | Western Collegiate Hockey Association |
| 23      | Tim Erixon               | Švédsko   | O      | Calgary Flames (z New Jersey)                                               | Skellefteå AIK                                                                | Elitserien                            |
| 24      | Marcus Johansson         | Švédsko   | C      | Washington Capitals                                                         | Färjestads BK Karlstad                                                        | Elitserien                            |
| 25      | Jordan Caron             | Kanada    | PK     | Boston Bruins                                                               | Rimouski Océanic                                                              | Quebec Major Junior Hockey League     |
| 26      | Kyle Palmieri            | USA       | C/PK   | Anaheim Ducks (ze San Jose přes Tampu Bay, Ottawu, NY Islanders a Columbus) | U.S. National U-18 Team                                                       | National Team Development Program     |
| 27      | Philippe Paradis         | Kanada    | C      | Carolina Hurricanes                                                         | Shawinigan Cataractes                                                         | Quebec Major Junior Hockey League     |
| 28      | Dylan Olsen              | Kanada    | O      | Chicago Blackhawks                                                          | Camrose Kodiaks                                                               | Alberta Junior Hockey League          |
| 29      | Carter Ashton            | Kanada    | PK     | Tampa Bay Lightning (z Detroit)                                             | Lethbridge Hurricanes                                                         | Western Hockey League                 |
| 30      | Simon Despres            | Kanada    | O      | Pittsburgh Penguins                                                         | Saint John Sea Dogs                                                           | Quebec Major Junior Hockey League     |

### 2. kolo
| Výběr # | Hráč                    | Národnost   | Pozice | Tým NHL                                                   | Původní tým                   | Původní Liga                      |
| ------- | ----------------------- | ----------- | ------ | --------------------------------------------------------- | ----------------------------- | --------------------------------- |
| 31      | Mikko Koskinen          | Finsko      | B      | New York Islanders                                        | Espoo Blues                   | SM-liiga                          |
| 32      | Landon Ferraro          | Kanada      | C      | Detroit Red Wings (z Tampa Bay)                           | Red Deer Rebels               | Western Hockey League             |
| 33      | Ryan O'Reilly           | Kanada      | C      | Colorado Avalanche                                        | Erie Otters                   | Ontario Hockey League             |
| 34      | Carl Klingberg          | Švédsko     | Ú      | Atlanta Thrashers                                         | Frölunda HC Göteborg          | J20 SuperElit                     |
| 35      | Kyle Clifford           | Kanada      | LK     | Los Angeles Kings                                         | Barrie Colts                  | Ontario Hockey League             |
| 36      | Chris Brown             | USA         | C      | Phoenix Coyotes                                           | U.S. National U-18 Team       | National Team Development Program |
| 37      | Matthew Clark           | Kanada      | O      | Anaheim Ducks (z Toronta přes NY Islanders a Columbus)    | Brampton Battalion            | Ontario Hockey League             |
| 38      | Alex Chiasson           | Kanada      | PK     | Dallas Stars                                              | Des Moines Buccaneers         | United States Hockey League       |
| 39      | Jakob Silfverberg       | Švédsko     | PK/LK  | Ottawa Senators                                           | Brynäs IF Gavle               | J20 SuperElit                     |
| 40      | Anton Lander            | Švédsko     | C      | Edmonton Oilers                                           | Timrå IK                      | Elitserien                        |
| 41      | Zach Budish             | USA         | PK     | Nashville Predators                                       | Edina High School (Edina)     | United States High School         |
| 42      | Charles-Olivier Roussel | Kanada      | O      | Nashville Predators (z Minnesoty)                         | Shawinigan Cataractes         | Quebec Major Junior Hockey League |
| 43      | William Wrenn           | USA         | O      | San Jose Sharks (z Buffalo)                               | U.S. National U-18 Team       | National Team Development Program |
| 44      | Drew Shore              | USA         | C      | Úlorida Panthers                                          | U.S. National U-18 Team       | National Team Development Program |
| 45      | Jeremy Morin            | USA         | LK     | Atlanta Thrashers (z Anaheimu přes Washington a Montreal) | U.S. National U-18 Team       | National Team Development Program |
| 46      | Robin Lehner            | Švédsko     | B      | Ottawa Senators (z Columbus)                              | Úrölunda HC Göteborg          | J20 SuperElit                     |
| 47      | Ethan Werek             | Kanada      | C      | New York Rangers (kompenzace)                             | Kingston Frontenacs           | Ontario Hockey League             |
| 48      | Brett Ponich            | Kanada      | O      | St. Louis Blues                                           | Portla Winterhawks            | Western Hockey League             |
| 49      | Stefan Elliott          | Kanada      | O      | Colorado Avalanche (z Montrealu přes Calgary)             | Saskatoon Blades              | Western Hockey League             |
| 50      | Kenny Ryan              | USA         | PK     | Toronto Maple Leafs (z NY Rangers)                        | U.S. National U-18 Team       | National Team Development Program |
| 51      | Brian Dumoulin          | USA         | O      | Carolina Hurricanes (z Calgary přes Los Angeles)          | New Hampshire Junior Monarchs | Eastern Junior Hockey League      |
| 52      | Richard Pánik           | Slovensko   | PK     | Tampa Bay Lightning (z Philadelphie)                      | HC Oceláři Třinec             | Česká hokejová extraliga          |
| 53      | Anton Rödin             | Švédsko     | LK     | Vancouver Canucks                                         | Brynas IF Gavle               | J20 SuperElit                     |
| 54      | Éric Gélinas            | Kanada      | O      | New Jersey Devils                                         | Lewiston Maineiacs            | Quebec Major Junior Hockey League |
| 55      | Dmitrij Orlov           | Rusko       | O      | Washington Capitals                                       | Metallurg Novokuznetsk        | Kontinentální hokejová liga       |
| 56      | Kevin Lynch             | USA         | C      | Columbus Blue Jackets (z Bostonu přes NY Islanders)       | U.S. National U-18 Team       | National Team Development Program |
| 57      | Taylor Doherty          | Kanada      | O      | San Jose Sharks                                           | Kingston Frontenacs           | Ontario Hockey League             |
| 58      | Jesse Blacker           | Kanada      | O      | Toronto Maple Leafs (z Caroliny přes Edmonton a Buffalo)  | Windsor Spitfires             | Ontario Hockey League             |
| 59      | Braon Pirri             | Kanada      | C      | Chicago Blackhawks                                        | Georgetown Raiders            | Ontario Junior Hockey League      |
| 60      | Tomáš Tatar             | Slovensko   | C      | Detroit Red Wings                                         | HKm Zvolen                    | Slovak Extraliga                  |
| 61      | Philip Samuelsson       | USA Švédsko | O      | Pittsburgh Penguins                                       | Chicago Steel                 | United States Hockey League       |

### 3. kolo
| Výběr # | Hráč                | Národnost | Pozice | Tým NHL                                             | Původní tým                         | Původní Liga                          |
| ------- | ------------------- | --------- | ------ | --------------------------------------------------- | ----------------------------------- | ------------------------------------- |
| 62      | Anders Nilsson      | Švédsko   | B      | New York Islanders (z NY Islanders přes Columbus)   | Luleå HF                            | J20 SuperElit                         |
| 63      | Ben Hanowski        | USA       | PK     | Pittsburgh Penguins (z Tampy Bay)                   | Little Falls, Minnesota High School | United States High School             |
| 64      | Tyson Barrie        | Kanada    | O      | Colorado Avalanche                                  | Kelowna Rockets                     | Western Hockey League                 |
| 65      | Joonas Nättinen     | Finsko    | C      | Montreal Canadiens (z Atlanta)                      | Espoo Blues                         | Jr. A SM-Liiga                        |
| 66      | Brayden McNabb      | Kanada    | O      | Buffalo Sabres (z Los Angeles přes Vancouver)       | Kootenay Ice                        | Western Hockey League                 |
| 67      | Josh Birkholz       | USA       | PK     | Úlorida Panthers (z Phoenix přes Calgary)           | Fargo Force                         | United States Hockey League           |
| 68      | Jamie Devane        | Kanada    | LK     | Toronto Maple Leafs                                 | Plymouth                            | Ontario Hockey League                 |
| 69      | Reilly Smith        | Kanada    | PK     | Dallas Stars                                        | St. Michael's Buzzers               | Ontario Junior Hockey League          |
| 70      | Taylor Beck         | Kanada    | LK     | Nashville Predators (z Ottawy)                      | Guelph Storm                        | Ontario Hockey League                 |
| 71      | Troy Hesketh        | USA       | O      | Edmonton Oilers                                     | Minnetonka High School              | United States High School             |
| 72      | Michael Latta       | Kanada    | C      | Nashville Predators                                 | Buelph Storm                        | Ontario Hockey League                 |
| 73      | Alexaer Urbom       | Švédsko   | O      | New Jersey Devils (z Minnesota)                     | Ojurgårdens IF Stockholm            | Elitserien                            |
| 74      | Ryan Howse          | Kanada    | LK     | Calgary Flames (z Buffalo přes Los Angeles)         | Chilliwack Bruins                   | Western Hockey League                 |
| 75      | Andrej Nestrašil    | Česko     | C/RW   | Detroit Red Wings (z Floridy přes Tampu Bay)        | Victoriaville Tigres                | Quebec Major Junior Hockey League     |
| 76      | Igor Bobkov         | Rusko     | B      | Anaheim Ducks                                       | Metallurg Magnitogorsk              | Ruská vyšší liga                      |
| 77      | Matthew Hackett     | Kanada    | B      | Minnesota Wild (z New York Islanders přes Columbus) | Plymouth Whalers                    | Ontario Hockey League                 |
| 78      | Sergej Aronov       | Rusko     | PK     | St. Louis Blues                                     | Lada Togliatti                      | Kontinentální hokejová liga           |
| 79      | Mac Bennett         | USA       | O      | Montreal Canadiens                                  | Hotchkiss School                    | United States High School             |
| 80      | Ryan Bourque        | USA       | C      | New York Rangers                                    | U.S. National U-18 Team             | United States Development Program     |
| 81      | Adam Morrison       | Kanada    | B      | Philadelphia Flyers (z Calgary)                     | Saskatoon Blades                    | Western Hockey League                 |
| 82      | Cameron Abney       | Kanada    | PK     | Edmonton Oilers (z Philadelphia)                    | Everett Silvertips                  | Western Hockey League                 |
| 83      | Kevin Connauton     | Kanada    | O      | Vancouver Canucks                                   | Western Michigan                    | Central Collegiate Hockey Association |
| 84      | Nicolas Deslauriers | Kanada    | O      | Los Angeles Kings (z New Jersey přes Calgary)       | Rouyn-Noraa Huskies                 | Quebec Major Junior Hockey League     |
| 85      | Cody Eakin          | Kanada    | C      | Washington Capitals                                 | Swift Current Broncos               | Western Hockey League                 |
| 86      | Ryan Button         | Kanada    | O      | Boston Bruins                                       | Prince Albert Raiders               | Western Hockey League                 |
| 87      | Simon Bertilsson    | Švédsko   | O      | Philadelphia Flyers (ze San Jose přes Tampu Bay)    | Brynäs IF Gävle                     | J20 SuperElit                         |
| 88      | Mattias Lindstrom   | Švédsko   | LK     | Carolina Hurricanes                                 | Skellefteå AIK                      | J20 SuperElit                         |
| 89      | Daniel Delisle      | USA       | C/LW   | Chicago Blackhawks                                  | Totino-Grace High School            | United States High School             |
| 90      | Gleason Fournier    | Kanada    | O      | Detroit Red Wings                                   | Rimouski Océanic                    | Quebec Major Junior Hockey League     |
| 91      | Michael Lee         | USA       | B      | Phoenix Coyotes (z Pittsburghu přes NY Islanders)   | Úargo Force                         | United States Hockey League           |

### 4. kolo
| Výběr # | Hráč                | Národnost | Pozice | Tým NHL                                                   | Původní tým                                       | Původní Liga                          |
| ------- | ------------------- | --------- | ------ | --------------------------------------------------------- | ------------------------------------------------- | ------------------------------------- |
| 92      | Casey Cizikas       | Kanada    | C      | New York Islanders (z NY Islanders přes Columbus)         | Mississauga St. Michael's Majors                  | Ontario Hockey League                 |
| 93      | Alex Hutchings      | Kanada    | LK     | Tampa Bay Lightning                                       | Barrie Colts                                      | Ontario Hockey League                 |
| 94      | David Savard        | Kanada    | O      | Columbus Blue Jackets (z Colorado)                        | Moncton Wildcats                                  | Quebec Major Junior Hockey League     |
| 95      | J. F. Berube        | Kanada    | B      | Los Angeles Kings (z Atlanta)                             | Montreal Junior Hockey Club                       | Quebec Major Junior Hockey League     |
| 96      | Linden Vey          | Kanada    | PK     | Los Angeles Kings                                         | Medicine Hat Tigers                               | Western Hockey League                 |
| 97      | Jordan Szwarz       | Kanada    | PK     | Phoenix Coyotes                                           | Saginaw Spirit                                    | Ontario Hockey League                 |
| 98      | Craig Smith         | USA       | C      | Nashville Predators (z Toronta přes San Jose)             | Waterloo Black Hawks                              | United States Hockey League           |
| 99      | Kyle Bigos          | USA       | O      | Edmonton Oilers (z Dallasu přes Tampu Bay a Minnesotu)    | Vernon Vipers                                     | British Columbia Hockey League        |
| 100     | Chris Wideman       | USA       | O      | Ottawa Senators                                           | Miami RedHawks                                    | Central Collegiate Hockey Association |
| 101     | Toni Rajala         | Finsko    | PK     | Edmonton Oilers                                           | Ilves Tampere                                     | SM-liiga                              |
| 102     | Mattias Ekholm      | Švédsko   | O      | Nashville Predators                                       | Mora IK                                           | Allsvenskan                           |
| 103     | Kristopher Foucault | Kanada    | LK     | Minnesota Wild                                            | Calgary Hitmen                                    | Western Hockey League                 |
| 104     | Marcus Foligno      | Kanada    | LK     | Buffalo Sabres                                            | Sudbury Wolves                                    | Ontario Hockey League                 |
| 105     | Justin Weller       | Kanada    | O      | Phoenix Coyotes (z Florida)                               | Red Deer Rebels                                   | Western Hockey League                 |
| 106     | Sami Vatanen        | Finsko    | O      | Anaheim Ducks                                             | JYP Jyväskylä                                     | SM-liiga                              |
| 107     | Garrett Wilson      | Kanada    | Ú      | Úlorida Panthers (z Columbusu přes Calgary a Los Angeles) | Owen Sound Attack                                 | Ontario Hockey League                 |
| 108     | Tyler Shattock      | Kanada    | Ú      | St. Louis Blues                                           | Kamloops Blazers                                  | Western Hockey League                 |
| 109     | Alexandr Avčin      | Rusko     | Ú      | Montreal Canadiens                                        | HC Dynamo Moscow                                  | Ruská vyšší liga                      |
| 110     | Nick Oliver         | USA       | C/F    | Nashville Predators (z NY Rangers)                        | Roseau High School                                | United States High School             |
| 111     | Henrik Björklund    | Švédsko   | Ú      | Calgary Flames                                            | Färjestads BK Karlstad                            | Elitserien                            |
| 112     | Lane MacDermid      | USA       | Ú      | Boston Bruins (z Philadelphia)                            | Windsor Spitfires                                 | Ontario Hockey League                 |
| 113     | Jeremy Price        | Kanada    | O      | Vancouver Canucks                                         | Nepean Raiders                                    | Central Junior A Hockey League        |
| 114     | Seth Helgeson       | USA       | O      | New Jersey Devils                                         | Sioux City Musketeers                             | United States Hockey League           |
| 115     | Patrick Wey         | USA       | O      | Washington Capitals                                       | Waterloo Black Hawks (Waterloo)                   | United States Hockey League           |
| 116     | Alexander Fällström | Švédsko   | Ú      | Minnesota Wild (z Bostonu)                                | Shattuck-St. Mary's School (Faribault, Minnesota) | United States High School             |
| 117     | Edward Pasquale     | Kanada    | B      | Atlanta Thrashers (z San Jose přes Los Angeles)           | Saginaw Spirit                                    | Ontario Hockey League                 |
| 118     | Zrušený výběr       |           |        | Toronto Maple Leafs (z Caroliny přes Tampu Bay)           |                                                   |                                       |
| 119     | Byron Froese        | Kanada    | C      | Chicago Blackhawks                                        | Everett Silvertips                                | Western Hockey League                 |
| 120     | Ben Chiarot         | Kanada    | O      | Atlanta Thrashers (z Detroitu přes Los Angeles)           | Guelph Storm                                      | Ontario Hockey League                 |
| 121     | Nick Petersen       | Kanada    | Ú      | Pittsburgh Penguins                                       | Shawinigan Cataractes                             | Quebec Major Junior Hockey League     |

### 5. kolo
| Výběr # | Hráč            | Národnost | Pozice | Tým NHL                                                       | Původní tým                            | Původní Liga                      |
| ------- | --------------- | --------- | ------ | ------------------------------------------------------------- | -------------------------------------- | --------------------------------- |
| 122     | Anton Klementěv | Rusko     | O      | New York Islanders                                            | Lokomotiv Jaroslavl                    | Ruská vyšší liga                  |
| 123     | Alex Velischek  | Kanada    | O      | Pittsburgh Penguins (z Tampy Bay)                             | Delbarton School (Morris Township, NJ) | United States High School         |
| 124     | Kieran Millan   | Kanada    | B      | Colorado Avalanche                                            | Boston University                      | Hockey East                       |
| 125     | Cody Sol        | Kanada    | O      | Atlanta Thrashers                                             | Saginaw Spirit                         | Ontario Hockey League             |
| 126     | David Kolomatis | USA       | O      | Los Angeles Kings                                             | Owen Sound Attack                      | Ontario Hockey League             |
| 127     | Roman Horák     | Česko     | C      | New York Rangers (z Phoenixu)                                 | HC České Budějovice                    | Česká hokejová extraliga          |
| 128     | Eric Knodel     | USA       | O      | Toronto Maple Leafs                                           | Philadelphia Jr. Flyers                | USMAAA                            |
| 129     | Tomáš Vincour   | Česko     | C      | Dallas Stars                                                  | Edmonton Oil Kings                     | Western Hockey League             |
| 130     | Mike Hoffman    | Kanada    | LK     | Ottawa Senators                                               | Drummondville Voltigeurs               | Quebec Major Junior Hockey League |
| 131     | Matt Kennedy    | Kanada    | PK     | Carolina Hurricanes (z Edmontonu)                             | Buelph Storm                           | Ontario Hockey League             |
| 132     | Gabriel Bourque | Kanada    | LK     | Nashville Predators                                           | Baie-Comeau Drakkar                    | Quebec Major Junior Hockey League |
| 133     | Olivier Roy     | Kanada    | B      | Edmonton Oilers (z Minnesoty)                                 | Cape Breton Screaming Eagles           | Quebec Major Junior Hockey League |
| 134     | Mark Adams      | USA       | O      | Buffalo Sabres                                                | Malden Catholic (Malden)               | United States High School         |
| 135     | Corban Knight   | Kanada    | C      | Úlorida Panthers                                              | Okotoks Oilers                         | Alberta Junior Hockey League      |
| 136     | Radoslav Illo   | Slovensko | Ú      | Anaheim Ducks                                                 | Tri-City Storm (Kearney)               | United States Hockey League       |
| 137     | Thomas Larkin   | Itálie    | O      | Columbus Blue Jackets                                         | Phillips Exeter Academy (Exeter)       | United States High School         |
| 138     | Wade Megan      | USA       | C      | Úlorida Panthers (ze St. Louis přes Los Angeles)              | South Kent School                      | United States High School         |
| 139     | Gabriel Dumont  | Kanada    | C      | Montreal Canadiens                                            | Orummondville Voltigeurs               | Quebec Major Junior Hockey League |
| 140     | Scott Stajcer   | Kanada    | B      | New York Rangers                                              | Owen Sound Attack                      | Ontario Hockey League             |
| 141     | Spencer Bennett | Kanada    | LK     | Calgary Flames                                                | Surrey Eagles                          | British Columbia Hockey League    |
| 142     | Nicola Riopel   | Kanada    | B      | Philadelphia Flyers                                           | Moncton Wildcats                       | Quebec Major Junior Hockey League |
| 143     | Peter Aersson   | Švédsko   | O      | Vancouver Canucks                                             | Úrölunda HC Göteborg                   | J20 SuperElit                     |
| 144     | Derek Rodwell   | Kanada    | LK     | New Jersey Devils                                             | Okotoks Oilers                         | Alberta Junior Hockey League      |
| 145     | Brett Flemming  | Kanada    | O      | Washington Capitals                                           | Mississauga St. Michaels Majors        | Ontario Hockey League             |
| 146     | Jeff Costello   | USA       | LK     | Ottawa Senators (z Bostonu přes Phoenix)                      | Cedar Rapids Roughriders               | United States Hockey League       |
| 147     | Philip Varone   | Kanada    | C      | San Jose Sharks                                               | London Knights                         | Ontario Hockey League             |
| 148     | Michael Zador   | Kanada    | B      | Tampa Bay Lightning (z Caroliny přes Nashville)               | Oshawa Generals                        | Ontario Hockey League             |
| 149     | Marcus Krüger   | Švédsko   | C      | Chicago Blackhawks                                            | Ojurgårdens IF Stockholm               | Elitserien                        |
| 150     | Nick Jensen     | USA       | O      | Detroit Red Wings                                             | Breen Bay Gamblers                     | United States Hockey League       |
| 151     | Andy Bathgate   | Kanada    | C      | Pittsburgh Penguins (z Pittsburghu přes Toronto a NY Rangers) | Belleville Bulls                       | Ontario Hockey League             |

### 6. kolo
| Výběr # | Hráč              | Národnost | Pozice | Tým NHL                                                 | Původní tým                      | Původní Liga                   |
| ------- | ----------------- | --------- | ------ | ------------------------------------------------------- | -------------------------------- | ------------------------------ |
| 152     | Anders Lee        | USA       | C      | New York Islanders                                      | Edina High School (Edina, MN)    | United States High School      |
| 153     | Dave Labrecque    | Kanada    | C      | Philadelphia Flyers (z Tampa Bay)                       | Shawinigan Cataractes            | QMJHL                          |
| 154     | Braon Maxwell     | USA       | B      | Colorado Avalanche                                      | U.S. National U18 Team           | National Development Program   |
| 155     | Jimmy Bubnick     | Kanada    | C      | Atlanta Thrashers                                       | Kamloops Blazers                 | WHL                            |
| 156     | Michael Pelech    | Kanada    | C/LK   | Los Angeles Kings                                       | Mississauga St. Michael's Majors | OHL                            |
| 157     | Evan Bloodoff     | Kanada    | LK     | Phoenix Coyotes                                         | Kelowna Rockets                  | WHL                            |
| 158     | Jerry D'Amigo     | USA       | PK     | Toronto Maple Leafs                                     | U.S. National U18 Team           | National Development Program   |
| 159     | Curtis McKenzie   | Kanada    | LK     | Dallas Stars                                            | Penticton Vees                   | BCHL                           |
| 160     | Corey Cowick      | Kanada    | LK     | Ottawa Senators                                         | Ottawa 67's                      | OHL                            |
| 161     | Darcy Kuemper     | Kanada    | B      | Minnesota Wild (z Edmonton)                             | Red Deer Rebels                  | WHL                            |
| 162     | Jaroslav Janus    | Slovensko | B      | Tampa Bay Lightning (z Nashvillu)                       | Erie Otters                      | OHL                            |
| 163     | Jere Sallinen     | Finsko    | PK/LK  | Minnesota Wild                                          | Espoo Blues Junior               | SM-Liiga                       |
| 164     | Connor Knapp      | USA       | B      | Buffalo Sabres                                          | Miami                            | CCHA                           |
| 165     | Scott Timmins     | Kanada    | C      | Úlorida Panthers                                        | Windsor Spitfires                | OHL                            |
| 166     | Scott Valentine   | Kanada    | O      | Anaheim Ducks                                           | Oshawa Generals                  | OHL                            |
| 167     | Anton Blomqvist   | Švédsko   | O      | Columbus Blue Jackets                                   | Malmö Redhawks                   | J20 SuperElit                  |
| 168     | David Shields     | USA       | O      | St. Louis Blues                                         | Erie Otters                      | OHL                            |
| 169     | Dustin Walsh      | Kanada    | C      | Montreal Canadiens                                      | Kingston Voyageurs               | OJHL                           |
| 170     | Daniel Maggio     | Kanada    | O      | New York Rangers                                        | Sudbury Wolves                   | OHL                            |
| 171     | Joni Ortio        | Finsko    | B      | Calgary Flames                                          | TPS Turku Junior                 | SM-Liiga                       |
| 172     | Eric Wellwood     | Kanada    | LK     | Philadelphia Flyers                                     | Windsor Spitfires                | OHL                            |
| 173     | Joe Cannata       | USA       | B      | Vancouver Canucks                                       | Merrimack College                | Hockey East                    |
| 174     | Ashton Bernard    | Kanada    | LK     | New Jersey Devils                                       | Shawinigan Cataractes            | QMJHL                          |
| 175     | Garrett Mitchell  | Kanada    | PK     | Washington Capitals                                     | Regina Pats                      | WHL                            |
| 176     | Tyler Raell       | Kanada    | PK     | Boston Bruins                                           | Kitchener Rangers                | OHL                            |
| 177     | David Pacan       | Kanada    | C      | Chicago Blackhawks (z San Jose přes Columbus a Atlanta) | Cumberla Grads                   | Central Junior A Hockey League |
| 178     | Rasmus Rissanen   | Finsko    | O      | Carolina Hurricanes                                     | KalPa Kuopio Junior              | SM-Liiga                       |
| 179     | Brandon Kozun     | Kanada    | PK     | Los Angeles Kings (z Chicago)                           | Calgary Hitmen                   | WHL                            |
| 180     | Mitchell Callahan | USA       | PK     | Detroit Red Wings                                       | Kelowna Rockets                  | WHL                            |
| 181     | Viktor Ekbom      | Švédsko   | O      | Pittsburgh Penguins                                     | IK Oskarshamn                    | Allsvenskan                    |

### 7. kolo
| Výběr # | Hráč                  | Národnost | Pozice | Tým NHL                                          | Původní tým                                | Původní Liga                   |
| ------- | --------------------- | --------- | ------ | ------------------------------------------------ | ------------------------------------------ | ------------------------------ |
| 182     | Erik Haula            | Finsko    | LK     | Minnesota Wild (z New York Islanders)            | Shattuck-St. Mary's School (MN)            | United States High School      |
| 183     | Kirill Gotovets       | Bělorusko | O      | Tampa Bay Lightning                              | Shattuck-St. Mary's School (MN)            | United States High School      |
| 184     | Gus Young             | USA       | O      | Colorado Avalanche                               | Noble a Greenough School (MA)              | United States High School      |
| 185     | Levko Koper           | Kanada    | LK     | Atlanta Thrashers                                | Spokane Chiefs                             | WHL                            |
| 186     | Jordan Nolan          | Kanada    | C      | Los Angeles Kings                                | Sault Ste. Marie Greyhounds                | OHL                            |
| 187     | Steven Anthony        | Kanada    | LK     | Vancouver Canucks (z Phoenix)                    | Saint John Sea Dogs                        | QMJHL                          |
| 188     | Barron Smith          | USA       | O      | Toronto Maple Leafs                              | Peterborough Petes                         | OHL                            |
| 189     | Marek Viedenský       | Slovensko | C      | San Jose Sharks (z Dallasu)                      | Prince George Cougars                      | WHL                            |
| 190     | Brad Peltz            | USA       | LK     | Ottawa Senators                                  | Avon Old Farms (Avon)                      | United States High School      |
| 191     | Michael Sdando        | USA       | O      | Ottawa Senators (z Edmontonu)                    | Lincoln Stars                              | USHL                           |
| 192     | Cameron Reid          | Kanada    | C      | Nashville Predators                              | Westside Warriors (West Kelowna, BC)       | BCHL                           |
| 193     | Anthony Hamburg       | USA       | C      | Minnesota Wild                                   | Dallas Stars                               | Midget AAA                     |
| 194     | Maxime Legault        | Kanada    | PK     | Buffalo Sabres                                   | Shawinigan Cataractes                      | QMJHL                          |
| 195     | Paul Phillips         | USA       | O      | Chicago Blackhawks (z Floridy)                   | Cedar Rapids RoughRiders                   | USHL                           |
| 196     | Oliver Lauridsen      | Dánsko    | O      | Philadelphia Flyers (z Anaheimu)                 | St. Cloud State University (St. Cloud, MN) | WCHA                           |
| 197     | Kyle Neuber           | Kanada    | PK     | Columbus Blue Jackets                            | Mississauga St. Michael's Majors           | OHL                            |
| 198     | Nic Dowd              | USA       | C      | Los Angeles Kings (ze St. Louis)                 | Wenatchee Wild                             | North American Hockey League   |
| 199     | Michael Cichy         | USA       | C      | Montreal Canadiens                               | Indiana Ice                                | USHL                           |
| 200     | Michail Pašnin        | Rusko     | O      | New York Rangers                                 | HC Mechel                                  | Russian Major League           |
| 201     | Gaelan Patterson      | Kanada    | C      | Calgary Flames                                   | Saskatoon Blades                           | WHL                            |
| 202     | Maxwell Tardy         | USA       | C      | St. Louis Blues (z Philadelphia přes Nashville)  | Duluth East High School (Duluth, MN)       | United States High School      |
| 203     | Jordan Samuels-Thomas | USA       | LK     | Atlanta Thrashers (z Vancouver přes Los Angeles) | Waterloo Black Hawks (Waterloo, IA)        | USHL                           |
| 204     | Curtis Gedig          | Kanada    | O      | New Jersey Devils                                | Cowichan Valley Capitals (Duncan, BC)      | BCHL                           |
| 205     | Benjamin Casavant     | Kanada    | LK     | Washington Capitals                              | P.E.I. Rocket (Charlottetown, PEI)         | QMJHL                          |
| 206     | Ben Sexton            | Kanada    | C      | Boston Bruins                                    | Nepean Raiders (Ottawa, ON)                | Central Junior A Hockey League |
| 207     | Dominik Bielke        | Německo   | O      | San Jose Sharks                                  | Eisbären Berlin                            | Deutsche Eishockey Liga        |
| 208     | Tommi Kivisto         | Finsko    | O      | Carolina Hurricanes                              | Red Deer Rebels                            | WHL                            |
| 209     | David Gilbert         | Kanada    | C      | Chicago Blackhawks                               | Quebec Remparts                            | QMJHL                          |
| 210     | Adam Almqvist         | Švédsko   | O      | Detroit Red Wings                                | HV71 (Jönköping, Švédsko)                  | J20 SuperElit                  |
| 211     | Petteri Simila        | Finsko    | B      | Montreal Canadiens (z Pittsburghu)               | Kärpät (Oulu, Finsko)                      | Jr. A SM-Liiga                 |

## Draft podle národností
| Pořadí | Stát            | Výběry | Podíl |
|        | Severní Amerika | 157    | 74.8% |
| ------ | --------------- | ------ | ----- |
| 1      | Kanada          | 104    | 49.5% |
| 2      | USA             | 53     | 25.2% |
|        | Evropa          | 53     | 25.2% |
| 3      | Švédsko         | 24     | 11.4% |
| 4      | Finsko          | 10     | 4.8%  |
| 5      | Rusko           | 7      | 3.3%  |
| 6      | Slovensko       | 5      | 2.4%  |
| 7      | Česko           | 3      | 1.4%  |
| 8      | Bělorusko       | 1      | 0.5%  |
| 8      | Dánsko          | 1      | 0.5%  |
| 8      | Německo         | 1      | 0.5%  |
| 8      | Itálie          | 1      | 0.5%  |